# حسن خاتمة
حسن الخاتمة في الإسلام هو أن يوفق العبد للبعد عن المعاصي، والتوبة منها، والاستقامة على طاعة الله ، فيموت على هذه الحال، فعن أنس بن مالك  أن رسول الله ﷺ قال: «"إذا أراد الله بعبده خيراً استعمله" قالوا: "كيف يستعمله؟" قال: "يوفقه لعمل صالح قبل موته"» رواه الإمام أحمد (11625) والترمذي (2142) وصححه الألباني في السلسلة الصحيحة 1334، وقال رسول الله: «إِذَا أَرَادَ اللَّهُ عَزَّ وَجَلَّ بِعَبْدٍ خَيْرًا عَسَلَهُ قِيلَ وَمَا عَسَلُهُ قَالَ يَفْتَحُ اللَّهُ عَزَّ وَجَلَّ لَهُ عَمَلًا صَالِحًا قَبْلَ مَوْتِهِ ثُمَّ يَقْبِضُهُ عَلَيْهِ» رواه أحمد 17330 وصححه الألباني في السلسلة الصحيحة 1114.

## تعريف حسن الخاتمة
هو المصير الحسن الذي يختم العبد حياته في الدنيا، كأن يموت وهو على حال يرضى الله ،طاعة أو ذكر أو في سبيله، وقد اعتنى علماء المسلمون والدعاة بهذا المفهوم لما له من أثر على مصير الإنسان في الآخرة، قال القرطبي: الخاتمة الحسنة لا تكون إلا لمن كان مستقيماً في حياته، محافظًا على حدود الله، مبتعد عن محارمه، ملازمًا للطاعة.

## أسباب حسن الخاتمة
1. الإخلاص لله: لأنه ما يميز العبادات عن العادات، فمن حرص على إخلاص عمله وتصحيح نيته ختم الله له بالخير، قال ابن رجب: "النية الصادقة أصل كل خير، فمن صحت نيته استقامت خاتمته.[3]
2. المداومة على الطاعات: من يداوم على طاعة ويختم بها حياته، فهو من الذين بشرهم النبي ﷺ بقوله: (من مات على شيء بُعث عليه).[4]
3. التوبة والخوف من سوء الخاتمة: التوبة والخشية من سوء الخاتمة تجعل القلب حيًا، وهي سلاح المؤمن في مواجهته للغفلة.
4. الصحبة الصالحة: مصاحبة الأخيار تدفع المؤمن لطاعة الله وتحذره من الغفلـــة، ولذلك كان أثرهم ظاهرًا في حياة الصالحين.[5]
5. الدعاء بحسن الخاتمة: من توفيق الله للعبد أن يوفقه للدعاء الخالص الصادق بأن يتقبل الله منه ويحسن خاتمته، فالدعاء هو أول الطريق.[6]

## نماذج من حسن الخاتمة
1. بلال بن رباح : لما حضرته الوفاة، قالت زوجته: واحزنـــاه! فقال لها بلال: (بل وافرحتاه، غدًا ألقى الأحبة ، محمد وصحبه)، وهذا من أثر الصحبة الصالحة واليقين بموعود الله.[7]
2. أحمد بن حنبل: لما اشتد مرضه قبل وفاته كان يقول: (لا بعد، لا بعد)، فقال له ابنه عبدالله يا أبه ما هذا؟ قال اتاني الشيطان يقول لي: نجوت مني يا أحمد، فقلت له لا بعد أو ليس بعد، ثم مات وهو يردد الشهادة، وغيرها من النماذج الكثيرة في التاريخ الإسلامي.[8]

## علامات حسن الخاتمة
لحسن الخاتمة علامات، منها:
- نطق الشهادتين عند الموت، قال رسول الله: «من كان آخر كلامه لا إله إلا الله دخل الجنة». رواه أحمد وأبو داود

- الموت برشح الجبين: أي تتعرق جبهة المؤمن من شدة موته لغفران ذنوبه أو زيادة درجته، قال رسول الله: «المؤمن يموت بعرق الجبين». رواه أحمد والنسائي والترمذي وابن ماجه

- الموت يوم الجمعة أو ليلتها، قال رسول الله: «ما من مسلم يموت يوم الجمعة أو ليلة الجمعة إلا وقاه الله فتنة القبر». رواه أحمد والترمذي وحسنه الألباني

- الاستشهاد في ساحة القتال، ﴿وَلَا تَحْسَبَنَّ الَّذِينَ قُتِلُوا فِي سَبِيلِ اللَّهِ أَمْوَاتًا بَلْ أَحْيَاءٌ عِنْدَ رَبِّهِمْ يُرْزَقُونَ ۝١٦٩﴾ [آل عمران:169]، قال رسول الله ﷺ: «من قاتل لتكون كلمة الله هي العليا فهو في سبيل الله».

- الموت بسبب الطاعون، قال رسول الله ﷺ: «المطعون شهيد، والغريق شهيد، وصاحب الهدم شهيد، وصاحب ذات الجنب شهيد، وصاحب الحرق شهيد، والمرأة تموت بجمع شهيدة». رواه النسائي وغيره

- الموت بسبب داء البطن، قال رسول الله: «المطعون شهيد، والغريق شهيد، وصاحب الهدم شهيد، وصاحب ذات الجنب شهيد، وصاحب الحرق شهيد، والمرأة تموت بجمع شهيدة». رواه النسائي وغيره

- الموت بسبب الغرق، قال رسول الله ﷺ: «المطعون شهيد، والغريق شهيد، وصاحب الهدم شهيد، وصاحب ذات الجنب شهيد، وصاحب الحرق شهيد، والمرأة تموت بجمع شهيدة». رواه النسائي وغيره

- الموت بسبب تهدم مبنى فوق الجسم، قال رسول الله: «المطعون شهيد، والغريق شهيد، وصاحب الهدم شهيد، وصاحب ذات الجنب شهيد، وصاحب الحرق شهيد، والمرأة تموت بجمع شهيدة». رواه النسائي وغيره

- الموت بسبب الحرق، قال رسول الله ﷺ: «المطعون شهيد، والغريق شهيد، وصاحب الهدم شهيد، وصاحب ذات الجنب شهيد، وصاحب الحرق شهيد، والمرأة تموت بجمع شهيدة». رواه النسائي وغيره

- موت المرأة في نفاسها، قال رسول الله ﷺ: «المطعون شهيد، والغريق شهيد، وصاحب الهدم شهيد، وصاحب ذات الجنب شهيد، وصاحب الحرق شهيد، والمرأة تموت بجمع شهيدة». رواه النسائي وغيره

- الموت بسبب السل، قال رسول الله ﷺ: «المطعون شهيد، والغريق شهيد، وصاحب الهدم شهيد، وصاحب ذات الجنب شهيد، وصاحب الحرق شهيد، والمرأة تموت بجمع شهيدة». رواه النسائي وغيره

- موت المدافع عن ماله أو عرضه أو نفسه، قال رسول الله ﷺ: «من قاتل دون ماله فقتل فهو شهيد، ومن قاتل دون دمه فهو شهيد، ومن قاتل دون أهله فهو شهيد». رواه النسائي بهذا اللفظ

- موت المرابط في سبيل الله، قال رسول الله ﷺ: «من مات مرابطا في سبيل الله أجري عليه أجر عمله الصالح الذي كان يعمل، وأجري عليه رزقه، وأمن من الفتان، وبعثه الله يوم القيامة آمنا من الفزع». رواه النسائي والترمذي وابن ماجه واللفظ له

- الموت على عمل صالح، قال رسول الله ﷺ: «فإن صاحب الجنة يختم له بعمل أهل الجنة وإن عمل أي عمل». رواه الترمذي وحسنه ووافقه الألباني